# Consumi e società
Consumi e società è un saggio di sociologia di Francesco Alberoni, originariamente pubblicato nel 1964 dalla casa editrice Il Mulino.

## Edizioni
- Francesco Alberoni, Consumi e società, il Mulino, 1964,  pp.48 , cap.12.